# Illes Kingliar
Illes Kingliar (àrab: جزيرة كونيليارة, jazīrat Kūnīlyāra) és el nom local donat a l'illa coneguda també com a Petita Kuriat (àrab: جزيرة قورية الصغيرة, jazīrat Qūriya aṣ-Ṣaḡīra), a la costa de la governació de Monastir a Tunísia. El grup de les illes Kuriat està format per Kuriat Gran i Kuriat Petita, però sovint l'illa Kuriat Gran es considera una illa separada, mentre que la Petita i unes roques al costat s'anomenen illes Kingliar.